# Кри (Горњопровансалски Алпи)
Кри (фр. Cruis) насеље је и општина у Француској у региону Прованса-Алпи-Азурна обала, у департману Горњопровансалски Алпи која припада префектури Форсалкје.
По подацима из 2011. године у општини је живело 626 становника, а густина насељености је износила 17,16 становника/km². Општина се простире на површини од 36,47 km². Налази се на средњој надморској висини од 711 метар (максималној 1.732 m, а минималној 575 m).

## Демографија
| 1962. | 1968. | 1975. | 1982. | 1990. | 1999. | 2011. |
| ----- | ----- | ----- | ----- | ----- | ----- | ----- |
| 212   | 248   | 236   | 275   | 408   | 551   | 626   |

График промене броја становника у току последњих година